# Andover (Ohio)
Andover è un paese della contea di Ashtabula, situata nello Stato dell'Ohio, negli Stati Uniti d'America.